# Ghimpețeni
Ghimpețeni est une commune roumaine située dans le județ d'Olt.